# 에드몽 웰즈
에드몽 웰즈(프랑스어: Edmond Wells)는 베르나르 베르베르의 소설 《개미》, 《개미의 날》, 《개미 혁명》, 《뇌》,  《죽음》에 간접적으로, 《천사들의 제국》, 《신》, 《제3인류》등에 직접적으로 등장하는 인물이다. 또한 그는 《상대적이며 절대적인 지식의 백과사전》의 저자로 설정되어 있다.

## 《개미》
에드몽 웰즈라는 창조된 인물의 어린 시절에 관한 정보가 《개미》1부에 나타난다. 다음은 어린시절의 그의 천재성을 드러내는 자료들이다.
- 모든 종류의 장난감이나 시계, 전축, 전기 칫솔, 냉장고 등을 분해하고, 재조립한다며 죄다 박살을 내버림.
- 은신처를 만드는 버릇 : 자신만의 안락한 공간을 집안에 짓고, 자신의 보물들과 잡동사니들을 은신처에 모아놓고, 집착을 보인다.
- 일곱 살때 화장실에서 자살을 시도 : 학교 생활에 적응하지 못한 어린 에드몽은 선생님께 꾸지람을 들은 뒤 화장실에서 허리띠로 목을 매어 자살하려 하였으나 청소부가 발견하여 구조된다.
- 여덟 살때 제 선생님을 가위로 찔러 죽이려 했음 : 심장을 겨누고 찔렀는데, 천만다행으로 궐련갑이 부서지는 것으로 그쳤다.
- 제 마음에 드는 과목에서는 만점을 맞고 나머지 과목에선 모두 빵점을 맞음
- 지능지수가 매우 낮게 측정됨. 물론 실제 지능이 낮은 것은 아님.
- 수수께끼를 잘 만들어내며, 다른 사람들과 다르게 생각하는 것의 중요성을 강조.
- 절대적인 지식에 대한 강박관념을 가지고 있음.

## 《천사들의 제국》
《개미》3부작에서 죽은 인물로 등장하는 에드몽 웰즈가 다음 소설《천사들의 제국》에서 지도천사로 등장한다. 인간 영매 율리시스 파파도풀로스를 이용하여 살아있을 때 집필했던《상대적이며 절대적인 지식의 백과사전》의 다음 권(4권)을 천국에서 계속해서 집필해 나간다. 소설의 주인공인 수호천사 미카엘 팽송과 마더 테레사(실존 인물을 본따 만들어짐)의 지도천사로 설정되어 있으며, 라울 라조르박의 지도천사는 아니다.

## 《신》
수호천사의 임무를 성공적으로 완수한 미카엘 팽송을 아에덴으로 데려다 주기위해 이동한다. 이 때, 다른 기들과는 달리 이번 18기 신후보생들을 많이 뽑아야 해서(총 144명) 지도천사인 에드몽 웰즈 역시 신 후보생이 된다.
천사시절에 잃었던 육신을 다시 가지게 됨으로써 아에덴에서 《상대적이며 절대적인 지식의 백과사전》제 5권을 집필하기 시작한다.
4일 정도 신이 하는 일에 관한 기초적인 수업을 받은 후 18호 지구를 다스리는 신들의 게임인 Y게임을 시작하는데, 인간 시절 개미를 연구한 곤충학자였던 에드몽은 개미를 토템으로 한 민족 개미족의 신이 된다. 미카엘 팽송의 돌고래족이 내민 협력 제안을 받아들이고 함께 번성해나가는데, 이는 실제 지구 역사에서 페니키아인들과 히브리인들을 본따서 만들어진 것이다.
에드몽 웰즈는 미카엘 팽송, 라울 라조르박, 프레디 메예르, 마릴린 먼로(실제 역사적 인물을 본따 만들어짐), 마타 하리(실제 역사적 인물을 본따 만들어짐) 등과 함께 테오노트를 조직하여, 낮에는 신들의 수업을 받고 밤에는 아에덴을 탐사하는 이중적인 생활을 계속한다.
수업이 끝난 뒤, 돌고래족과 개미족을 몰래 도와주기 위해 아틀라스의 집으로 미카엘 팽송과 함께 내려와 부정행위를 저지르는데, 이때 아틀라스에게 붙잡힌다. 자신이 붙잡히는 대신 미카엘을 탈출시키고, 자신의 개미족과 《상대적이며 절대적인 지식의 백과사전》제 5권을 물려준다.
그 뒤 다른 죽어간 신 후보생과 마찬가지로 죽어 아에덴의 혼성괴물(돌고래)가 된 것으로 알려졌으나, 사실 살아남아 숲에서 은밀히 살아가고 있던 에드몽은 미카엘과 다시 대면하는데, 당시 에드몽은 살신자 뤼시앵 뒤프래에 맞선 반살신자로서 활동하고 있었다.
나중에 Y게임 결승전이 벌어진 뒤 패배하여 동료를 죽인 미카엘 팽송이 자신이 다스리던 18호 지구에 떨어지자, 아프로디테(그리스신화의 사랑의 여신을 본따 만들어짐)와 함께 미카엘을 구출한다.
그 뒤 전쟁이 벌어지고 있는 아에덴을 뒤로 하고 더 높은 위치에 있는 존재들을 계속 찾아나선다.